# ميزانية فيدرالية (اقتصاد)
في الاقتصاد، الميزانية الفيدرالية هي خطة توضَع لعائدات الحكومة الفيدرالية ونفقاتها من أجل السنة المقبلة.